# Егизаров, Ашот Владимирович
Ашот Владимирович Егизаров (род. 2 октября 1997 года, Армавир, Краснодарский край) — российский борец классического стиля. Призёр чемпионатов России. Обладатель Кубка России 2024 года. Мастер спорта России.

## Биография
Ашот родился 2 октября 1997 года в Армавире, Краснодарский край. Первые тренировки по греко-римской борьбе в его спортивной карьере стартовали в восемь лет под руководством его отца Владимира. 

## Спортивная карьера
Победы начались в 2019 году, тогда Егизаров стал бронзовым призёром кубка России в командном зачёте в Саранске. В декабре 2021 года он победил на турнире памяти Вартереса Самургашева в весе до 67 кг. В финале он одолел победителя первенства Европы среди кадетов Имрана Бабочиева из Кабардино-Балкарии. Годом позже Ашот смог стать финалистом турнира памяти В.В. Самургашева. В феврале 2023 года выступил на чемпионате России в Уфе и смог дойти до 1/4 финала. В январе 2024 года Ашот снова выступил на чемпионате страны и смог добыть бронзовую награду в весе до 67 кг, одолев в схватке за третье место Гаджимурада Байтуллаева из Москвы. В конце октября 2024 года Ашот выиграл кубок России. В июне 2025 года повторил успех прошлогодней давности, сумев снова финишировать с бронзовой медалью на чемпионате России в Омске.

## Спортивные достижения
- Кубок России 2019 (команда) — ;
- Кубок России 2024 (команда) — ;
- Чемпионат России 2024, 2025 — ;

## Личная информация
Ашот выпускник Кубанского государственного университета физической культуры, спорта и туризма. Является этническим армянином. Любит разводить пауков-птицеедов, также увлекается бегом.